# Webb Lake (Wisconsin)
Webb Lake es un pueblo ubicado en el condado de Burnett en el estado estadounidense de Wisconsin. En el Censo de 2010 tenía una población de 311 habitantes y una densidad poblacional de 3,32 personas por km².

## Geografía
Webb Lake se encuentra ubicado en las coordenadas 46°1′11″N 92°7′6″O / 46.01972, -92.11833. Según la Oficina del Censo de los Estados Unidos, Webb Lake tiene una superficie total de 93.68 km², de la cual 82.83 km² corresponden a tierra firme y (11.58%) 10.85 km² es agua.

## Demografía
Según el censo de 2010, había 311 personas residiendo en Webb Lake. La densidad de población era de 3,32 hab./km². De los 311 habitantes, Webb Lake estaba compuesto por el 98.71% blancos, el 0% eran afroamericanos, el 0.96% eran amerindios, el 0% eran asiáticos, el 0% eran isleños del Pacífico, el 0% eran de otras razas y el 0.32% pertenecían a dos o más razas. Del total de la población el 1.29% eran hispanos o latinos de cualquier raza.